# WR 102ka
WR 102kaは、銀河中心付近にあるウォルフ・ライエ星で、既知の銀河系内の恒星の中で最も光度が高いものの候補の一つである。

## 発見
WR 102kaが位置する銀河中心の近くは、可視光では厚い塵に覆い隠されて全くみえないが、塵を見通すことができる赤外線であれば観測することができる。WR 102kaは、セロ・トロロ汎米天文台で1996年から2000年にかけて実施された、赤外線掃天観測で得られた画像の中から、銀河中心近くの輝線星をみつけだすため、その候補を絞ってラ・シヤ天文台の新技術望遠鏡や、セロ・トロロの4m望遠鏡で2000年、2002年に分光観測を行った結果、ウォルフ・ライエ星であることが明らかになった。赤外線源としては、それ以前に2MASSで検出されている。また、赤外線宇宙天文台の銀河中心掃天観測でも検出されている。

## 名称
WR 102kaという名称は、銀河系内のウォルフ・ライエ星をまとめたvan der Huchtのカタログ第7版での命名規則を踏襲している。この規則は、カタログ第6版でWR 1からWR 158まで赤経順に付与した名称を変えずに、新たに発見されたウォルフ・ライエ星を赤経を基準にして第6版のカタログに挿入し、追加された分は赤経順にアルファベットの小文字の"a"から接尾辞を付加してゆく、というものである。WR 102kaは、赤経がカタログ第7版に収録されたWR 102kとWR 102lの間にあることを意味している。

## 特徴
WR 102kaは、銀河系の中心からほど近い場所に存在し、天球面に射影したいて座A*からの距離は、およそ62光年（19パーセク）と計算される。
スピッツァー宇宙望遠鏡による近赤外・中間赤外での観測で、WR 102kaの光度が推定され、太陽のおよそ320万倍とされた。この光度は、既知の銀河系内の恒星で、りゅうこつ座η星に次いで高いものであった。どちらの星も、光度が正確に決定できているわけではなく、WR 102kaはりゅうこつ座η星と同等の光度である可能性もある。WR 102kaは、初期質量が太陽のおよそ150倍、現在の質量が太陽のおよそ100倍と予想される、質量も非常に大きい星である。
中間赤外のスペクトルでは、塵の豊富な星雲からの放射を示す赤外超過がはっきりみられる。WN型のウォルフ・ライエ星で星周塵の証拠がみつかったのは、これが初めてである。塵の殻は、内径が星の半径の1,000倍程度とみられる。また、水素分子の純粋な回転遷移による輝線も検出されており、これも進化の進んだ大質量星で検出されたのは、初めてのことである。温かい水素分子からの放射は、星周物質が中心星からの放射で光解離する領域と関係しており、その少し内側はHII領域になっていると考えられる。このことから予想されるWR 102kaの周りのHII領域の半径は、概ね数パーセクで、一般的に進化した高温度星の周りでみられるHII領域よりかなり小さい。これはWR 102kaが、星間物質の密度も圧力も高い領域に位置していることを示唆する。中間赤外の画像では、WR 102kaを取り巻く星雲が直接検出され、その見た目から「牡丹星雲」とあだ名されている。
銀河中心付近で長周期変光星を探す掃天観測によって、WR 102kaでは近赤外で0.1から0.2等級の変光も検出されている。